# 4170 Semmelweis
4170 Semmelweis је астероид главног астероидног појаса са средњом удаљеношћу од Сунца која износи 3,023 астрономских јединица (АЈ).
Апсолутна магнитуда астероида је 11,4.